# متالاک
متالاک (سیریلیک صربی: Металац) شرکت صنایع غذایی صربستانی است، که در سال ۱۹۵۹ تأسیس شد.